# Heinkel HD 25
L'Heinkel HD 25 fu un idrovolante da ricognizione monomotore biplano sviluppato dall'azienda tedesca Ernst Heinkel Flugzeugwerke AG negli anni venti.
Disegnato su richiesta della giapponese Aichi Tokei Denki, la quale ne commissionò il progetto al fine di soddisfare una specifica della Marina imperiale, venne costruito in due prototipi dall'azienda tedesca quindi, valutato positivamente dalla marina, avviato alla produzione su licenza in piccola serie dall'azienda nipponica.
Entrato in servizio verso la fine del decennio nella Dai-Nippon Teikoku Kaigun Kōkū Hombu, la componente aerea  della Marina imperiale, venne identificato, in base alle convenzioni di designazione in uso e dopo una serie di designazioni provvisorie assegnate ai prototipi, come "idrovolante da ricognizione biposto Aichi Tipo 2" rimanendo in servizio per qualche anno fino all'avvento di più moderni modelli catapultabili. Il modello, adeguatamente modificato, ebbe anche un utilizzo in ambito civile come aereo da trasporto passeggeri ed aereo postale.

## Storia del progetto
Durante gli anni venti la marina imperiale espresse l'esigenza di adeguare il suo parco velivoli ad uno standard più elevato equiparandolo alle capacità operative dei paesi occidentali. A tale scopo la Aichi decise di rivolgersi alla tedesca Heinkel, con la quale aveva intrapreso un rapporto di collaborazione, per la fornitura di una serie di prototipi adatti alla ricognizione aerea, indicati dall'azienda tedesca come HD 25, HD 26 ed HD 28, per effettuare una serie di test ed in previsione, in caso di gradimento da parte delle autorità militari, di poterne acquistare la licenza di produzione. Gli accordi commerciali prevedevano che la Heinkel si occupasse della prima fase di sviluppo, affidandole anche il compito della costruzione dei primi prototipi, i quali poi sarebbero stati inviati in Giappone e, una volta giunti a destinazione, riassemblati.
Per soddisfare la necessità la Marina imperiale, tramite il Primo Arsenale Tecnico Aeronavale di Yokosuka (indicato con l'abbreviazione Yokosho), avviò sotto la propria supervisione lo sviluppo dell'Idrovolante da ricognizione Yokosuka Tipo 14 (E1Y) tuttavia accettò che anche la Aichi partecipasse alla valutazione per l'acquisizione del nuovo modello.
Il gruppo di lavoro dell'Heinkel concepì il nuovo modello, indicato come HD 25, come velivolo che potesse essere lanciato da una apposita catapulta che gli consentisse una velocità sufficiente ad avere la necessaria portanza per il decollo, tuttavia tale tecnologia era ancora lontana dall'essere praticamente concretizzata e quindi si optò per la possibilità di decollo da una breve rampa  costruita sulle strutture delle unità di maggior stazza.

## Utilizzatori
Giappone
- Dai-Nippon Teikoku Kaigun Kōkū Hombu